# Paul Jacottet
Paul Jacottet (* 4. März 1903 in Neuchâtel, Schweiz; † 23. Juni 1986) war ein Schweizer Elektroingenieur und ab 1948 Leiter der Vorschriftenstelle im VDE.

## Leben
Der Sohn von Witwe Jacottet besuchte ab September 1922 das Gymnasium Andreanum in Hildesheim. Anschließend studierte er Starkstromtechnik an den Technischen Hochschulen München und Berlin und schloss sein Studium in Berlin Ende 1927 mit der Diplomhauptprüfung ab. Von 1928 bis Ende 1931 war er Mitarbeiter von Prof. Reinhold Rüdenberg, dem Chefelektriker und Leiter der wissenschaftlichen Abteilung der Siemens-Schuckert-Werke. 1944 wurde er mit der Arbeit Elektromagnetische Wirbelfelder in kreiszylindrischen Schirmen für verschiedene Anordnungen des Erregerfeldes an der TH Berlin zum Dr.-Ing. promoviert. Um 1940 ging er nach Heidelberg.
1948 wurde er vom VDE beauftragt, die Vorschriftenstelle neu aufzubauen. Kurz darauf übernahm er auch die Geschäftsstellenleitung des Deutschen Komitees der IEC und des Cigré.
Nachdem 1945 der Ausschuss für Blitzableiter-Bau (ABB) aufgelöst und 1949 der Ausschuss für Blitzableiterbau für das vereinigte Wirtschaftsgebiet (ABBW) gegründet worden war, wurde er hier Vertreter des VDE.
Von 1951 bis 1969 war er Hauptschriftleiter der Elektrotechnischen Zeitschrift (ETZ). 1954 wurde er zum Geschäftsführer des VDE und des VDE-Verlags berufen.

## Schriften
- Dämpfung und Wärmewirkung des Stoßstromes bei einfach gespeistem Netzkurzschluß. In: Archiv für Elektrotechnik. 26, Nr. 10, 1932, doi:10.1007/BF01657302.
- mit William Weicker: Überschlag-Wechselspannungen und 50 %-Überschlag-Stoßspannungen von Stabfunkenstrecken. In: ETZ. 61, 1940.
- Elektromagnetische Wirbelfelder in kreiszylindrischen Schirmen für verschiedene Anordnungen des Erregerfeldes. Berlin 1944.
- Zur Bestimmung der elektromagnetischen Konstanten von Halbleitern im Ultrakurzwellengebiet. In: Helvetica physica acta. 21, 1948.
- Elektromagnetische Wirbelfelder mit Schraubengestalt. In: Electrical Engineering (Archiv für Elektrotechnik). Band 39, 1948, S. 8–26, doi:10.1007/BF01676077.
- Das transversale Feld im kreiszylindrischen Hohlleiter. In Archiv für Elektrotechnik. 39, Nr. 2–3, 1948, doi:10.1007/BF01431520.
- mit Wilhelm Hans Schönfeld: Die IEC-Tagung 1964 in Aix-Les-Bains. In: ETZ: Elektrotechnische Zeitschrift. Ausgabe B, 16, 1964, S. 713.
- Elektromagnetische Ausgleichsvorgänge in der Erde. In: ETZ-A. 93, 1972, S. 499–503.
- Schaltströme in der Erde. In: ETZ-A. 94, 1973, 463–465.
- Das elektrische Feld der Spitze Platte-Funkenstrecke. In: ETZ-A. 95, 1974, S. 402.
- Herausgeber mit Heinrich Dorsch und Reinhold Rüdenberg: Elektrische Schaltvorgänge. Springer, 1974, ISBN 978-3-540-05766-6.